# 摩訶帕德摩·難陀
摩訶帕德摩·難陀（Mahapadma Nanda，意譯為大紅蓮·難陀、大紅蓮王，前450年—前362年），古印度難陀王朝的建立者。相傳他是童龍王朝國王摩訶難丁庶出的兒子之一，據說他消滅了其他兄弟，最後建立自己的王朝。